# Franciszek Misterski
Franciszek Misterski (ur. 1 października 1704, zm. po 1773) – polski duchowny katolicki, jezuita, kompozytor, prefekt poznańskiej Drukarni Jezuitów.
Pochodził z Małopolski. Do zakonu jezuitów wstąpił 17 sierpnia 1721. Uzyskał wykształcenie w zakresie filozofii (trzy lata studiów) i teologii (studia czteroletnie), przyjął święcenia kapłańskie. Był nauczycielem w licznych placówkach jezuickich, uczył m.in. gramatyki i syntaksy. Pracował kolejno w Krzemieńcu, Łucku, Lublinie, Malborku, Koniecpolu, Bydgoszczy (przez trzy lata był tam kaznodzieją), Rawie (przez osiem lat).
W latach 1751–1758 pełnił funkcję prefekta drukarni zakonnej przy kolegium w Poznaniu. Wykonywał liczne obowiązki związane z działalnością oficyny, głównie o charakterze techniczno-organizacyjnym. Jednocześnie był duszpasterzem, prefektem zdrowia, spowiednikiem. Po zakończeniu pracy na stanowisku prefekta typografii (po roku szkolnym 1757/1758) pozostawał nadal związany z kolegium poznańskim, co najmniej do kasaty zakonu w 1773. Dalsze jego losy nie są znane.
Napisał Litania ex B, obecnie uważaną za zaginioną.